# Rochefort (Belgium)
Rochefort város és község, azaz alapfokú közigazgatási terület Belgium Namur tartományában (Vallónia), az Ardennek lábainál, a Lesse völgyében található. Kisebb közúti csomópont. 2008. január 1-jén a város lakossága 12 000 fő volt. A 19. században kedvelt pihenőhely volt, manapság leginkább a városban található trappista sörfőzdéről ismert.

## Története

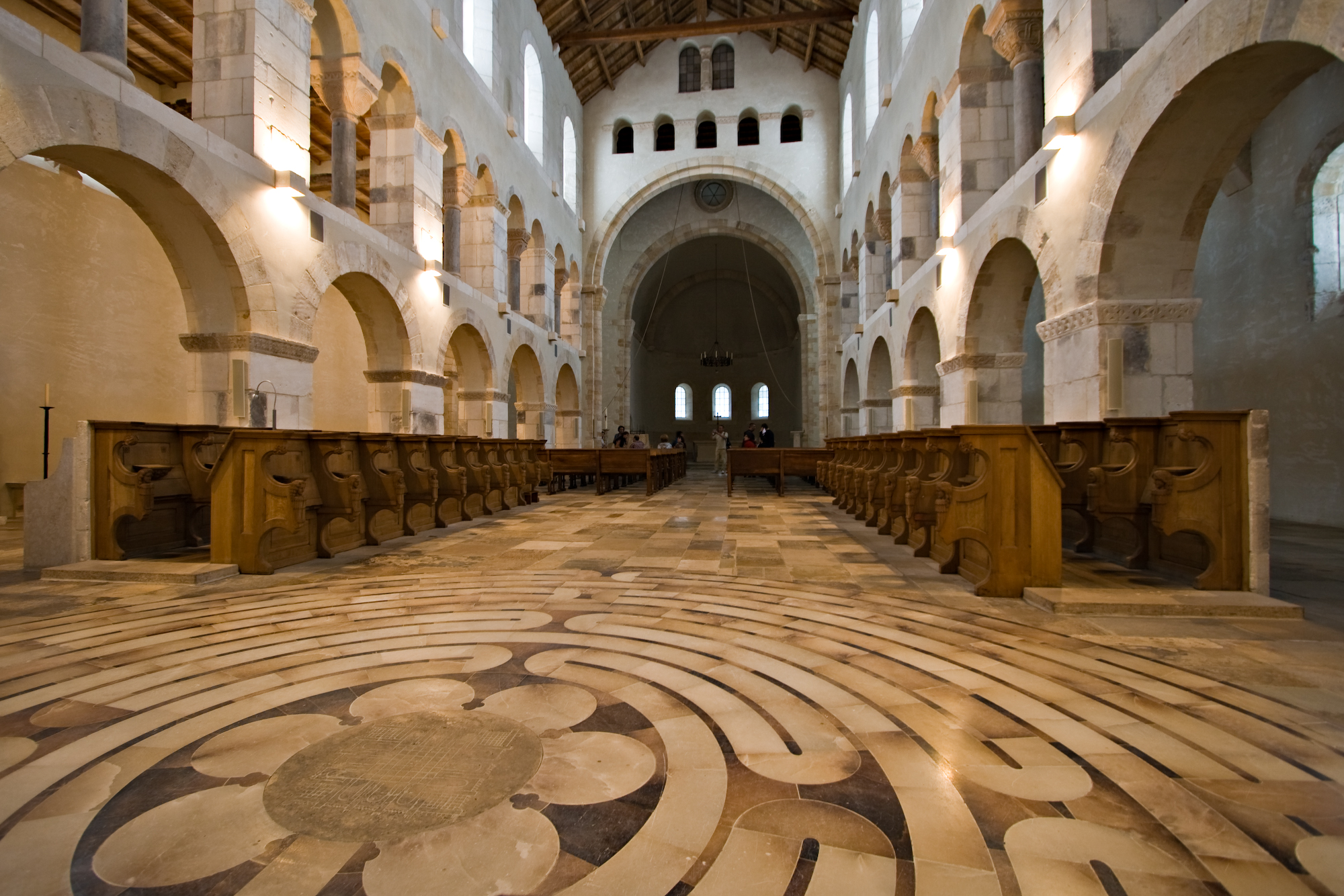
A rochefort-i trappista szerzetesek apátsági temploma

A város ősi kereskedelmi útvonalak találkozásánál fekszik, a Saint-Hubertbegg tartó út itt keresztezte a Liège–Bouillon útvonalat. A csomópont védelmére épült a várkastély, amelyből a város neve, illetve a környék grófjainak címe is származik. A kastély, bár számos ostromot átélt – utoljára Marshal de Chatillon ostromolta 1636-ban – ma is áll.
A települést először 1230 után említik az iratok: akkor alapították az itteni kolostort, ahol 1595-ben már biztosan főztek sört. A város legöregebb épületeit az 1600-as években emelték. A napóleoni háborúkban megrongált apátságot 1887-ben állították helyre.
Rochefort közelében található a híres St. Remy kőfejtő, ahol vörös márványt termelnek. Ilyen márvánnyal borították a  Notre-Dame de Saint-Remy apátsági templom padlóját is. A trappista kolostorban ma is a szerzetesek főzik a sötét és édeskés trappista sört, és ezek – elsősorban a Rochefort 8 – nemcsak Belgiumban, de külföldön is igen népszerűek.

## Közlekedés
Itt keresztezi a Givet-t Marche-en-Famenne-nel összekötő N86 jelű utat (Rue de France) a Ciney és Wavreille között húzódó N849 út (a várostól északra Rue de Ciney, délre Rue de Rameterve).

## Nevezetességek

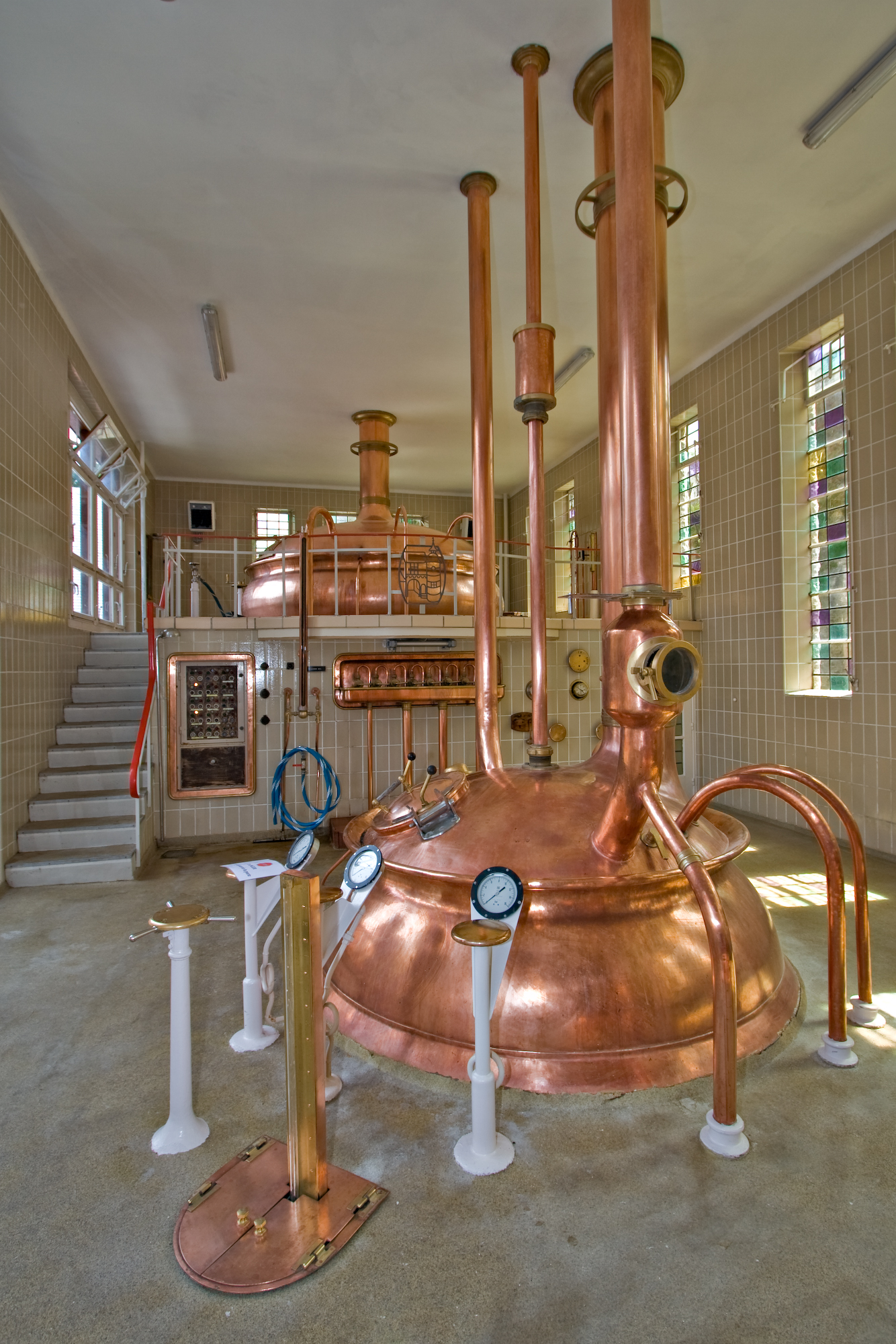
Sörfőző üstök az apátság sörfőzdéjében

A város közelében fedezték fel a 19. század végén a híres, azóta a turisták számára is kiépített Lorette-Rochefort barlangrendszert. A rendszerben még a járatok kiépítése, a villanyvilágítás bevezetése előtt feltártak és eltávolítottak minden őskori emléket. A város alatt található barlangrendszernek hat terme közül a legnagyobbat régebben "Sabbat"-nak hívták, de a nevét nemrégiben „Lorette”-re változtatták, a közelben található Loretoi Madonna kápolna után.
A környék híres barlangrendszere Han-sur-Lesse településen található (ez közigazgatásilag Rochefort része), ahol a Lesse folyó a föld alatt folyik a Boeme vagy Boine nevű hegy alatt. A folyó forrásának felkutatására indított expedíció fedezte fel ezt a rendszert, amelyben tizenöt nagyobb barlangtermet tártak fel. Bejárata közel van ahhoz a ponthoz, ahol a folyó eltűnik a föld alatt, és a látogatók csónakon hagyják el a barlangot.
A város trappista kolostora az 1230-ban alapított Abbaye Notre Dame de St. Rémy; ebben működik a világ hét trappista sörfőzdéjének egyike. A szerzetesek a 16. század óta főznek itt sört; a jelenlegi sörfőzdét (Brasserie de Rochefort, illetve Brasserie de l' Abbaye Notre Dame de St. Rémy) 1889-ben helyezték üzembe.
A sörfőzdében az alábbi típusú söröket főzik:
- Trapistes Rochefort 6° – 7,5% alkoholtartalmú, trappista barna sör, ami a régi időkben az egyszerű szerzetesek, a mindennapok itala volt;
- Trapistes Rochefort 8° – 9,2% alkoholtartalmú, trappista barna dubbel;
- Trapistes Rochefort 10° – 11,3% alkoholtartalmú, trappista barna tripel.

### Egyéb látnivalók
- A grófi kastély (Château Comtal de Rochefort) maradványai[5]

- A Lafayette-emlékmű az amerikai szabadságharc és a francia forradalom hősének, Lafayette márkinak állít emléket, akit 1792-ben itt tartóztattak le a Moitelle tábornagy parancsnoksága alatt álló osztrák csapatok.

- Gallo-román villa Malagne közelében

## Rochefort község települései
Az 1977-es közigazgatási reform során számos régi települést csatoltak a városhoz, mint  Rochefort község központjához:
- Ave-et-Auffe (Ave és Auffe)
- Buissonville
- Éprave
- Han-sur-Lesse
- Jemelle
- Lavaux-Sainte-Anne
- Lessive
- Mont-Gauthier
- Villers-sur-Lesse
- Wavreille

## Képek

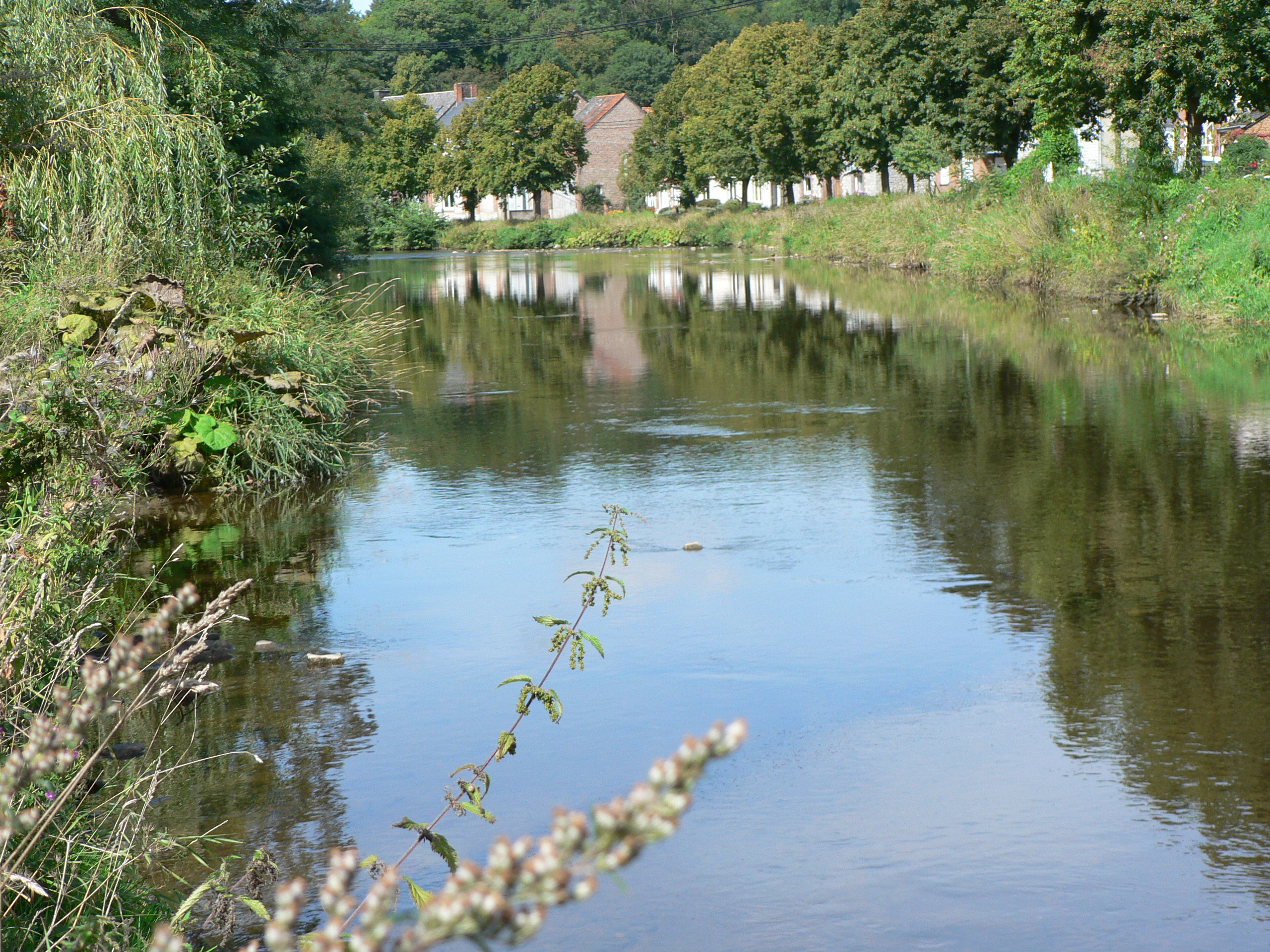
A Lesse folyó Rochefort-nál
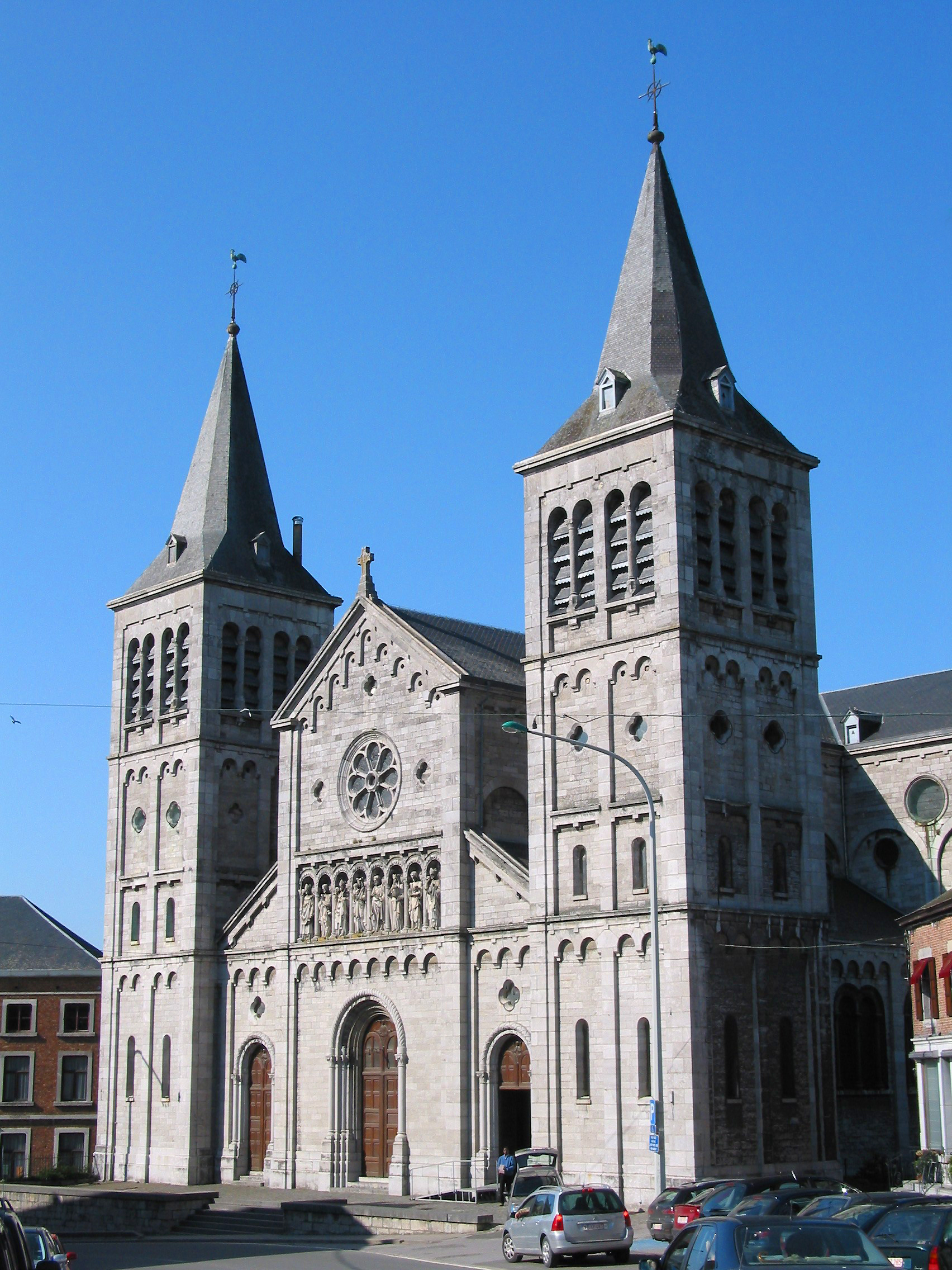
Az apátsági templom
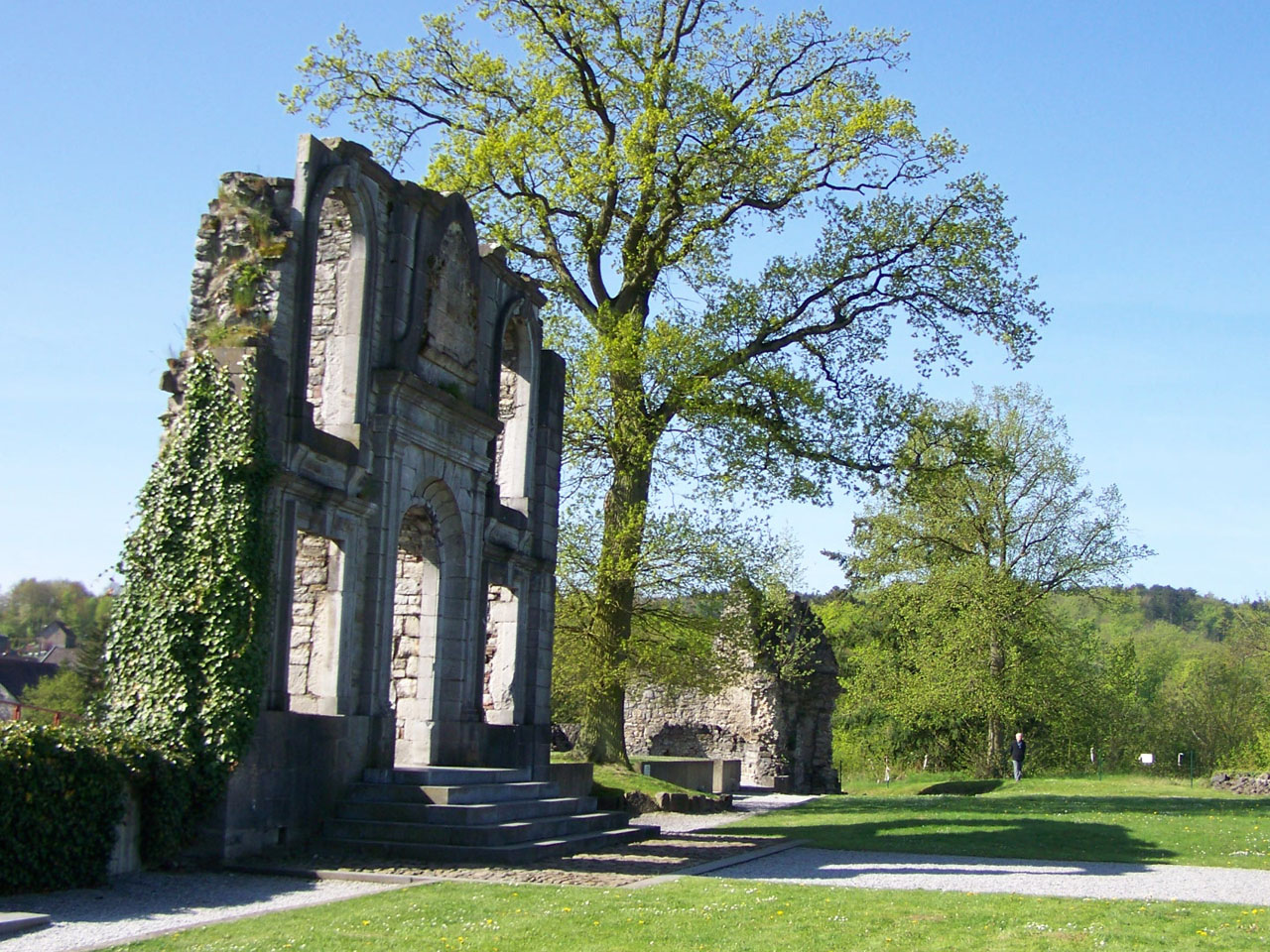
A grófi kastély romjai
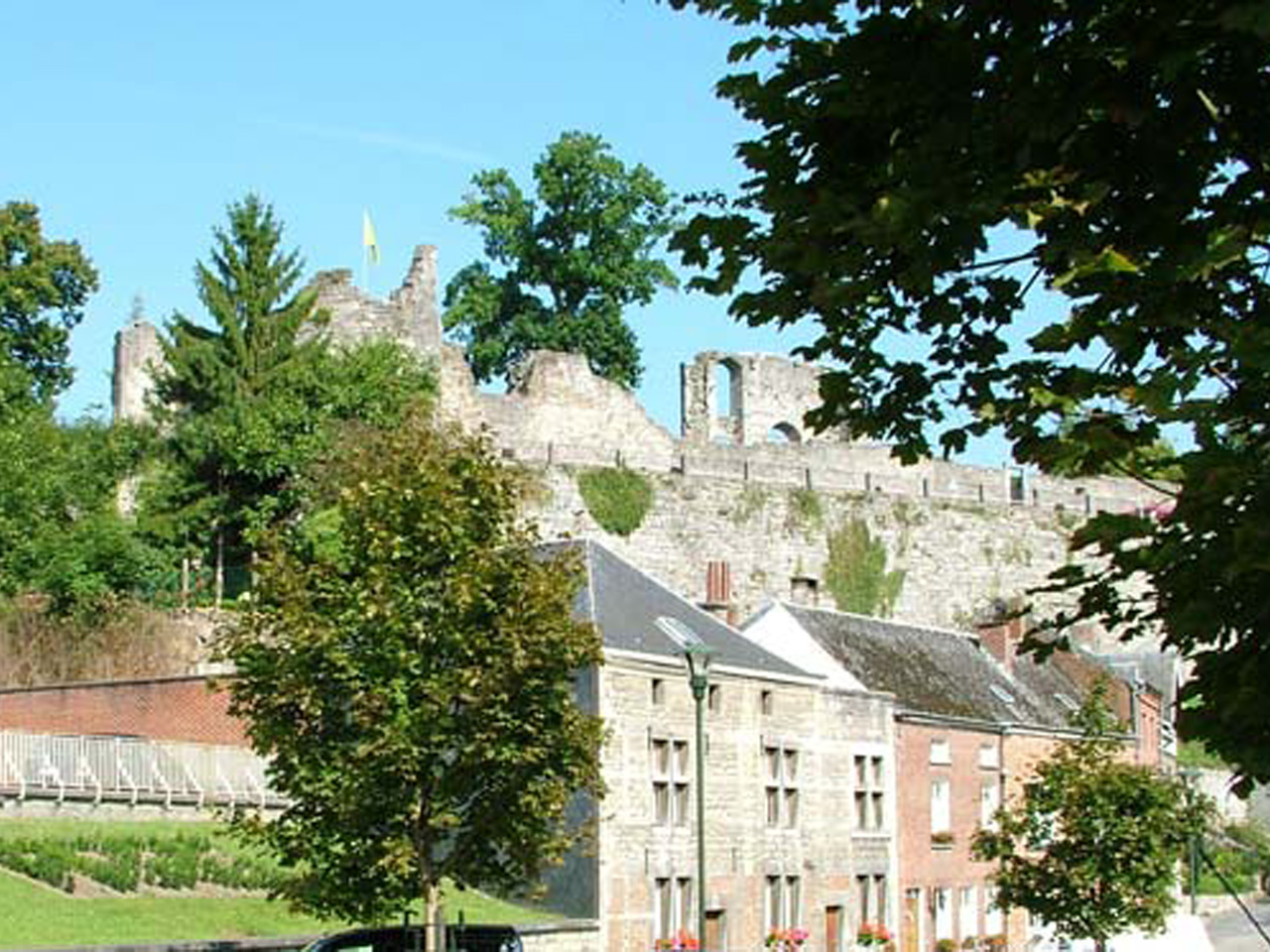
A kastély romjai a város felől
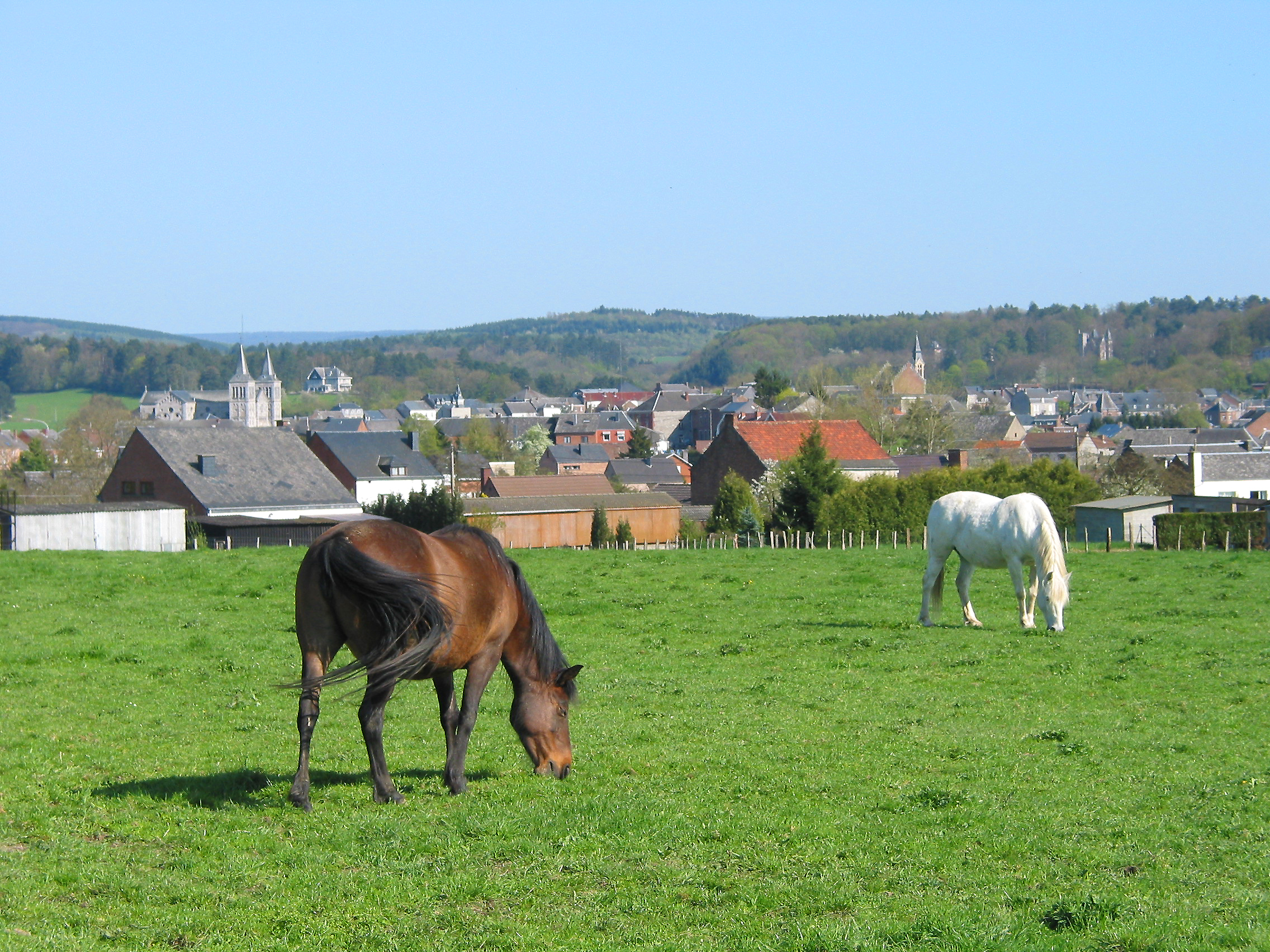
A város látképe
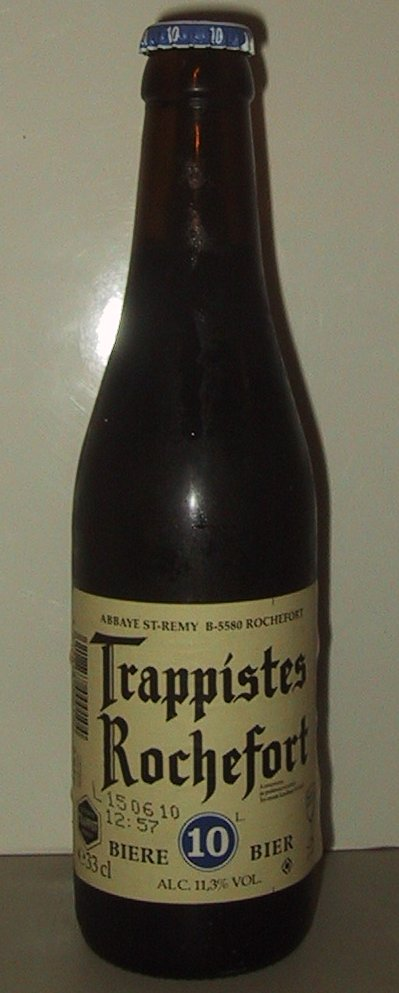
A legerősebb sör, a Rochefort 10° palackja